# Uffe Bech
Uffe Manich Bech (* 13. ledna 1993, Kodaň, Dánsko) je dánský fotbalový útočník a reprezentant, který hraje v německém klubu Hannover 96.

## Klubová kariéra
S profesionální kopanou začal v dánském klubu Lyngby BK, poté hrál v letech 2013–2015 za FC Nordsjælland. V červenci 2015 se vydal na první zahraniční angažmá, přijal nabídku německého bundesligového celku Hannover 96, kde podepsal smlouvu na 4 roky.

## Reprezentační kariéra
Bech nastupoval za dánské mládežnické reprezentační výběry v kategoriích od 16 let. Zúčastnil se Mistrovství Evropy hráčů do 21 let 2015 konaného v Praze, Olomouci a Uherském Hradišti, kde byli mladí Dánové vyřazeni v semifinále po porážce 1:4 ve skandinávském derby s pozdějším vítězem Švédskem.
V A-týmu Dánska debutoval 11. 10. 2014 v kvalifikačním zápase na EURO 2016 proti týmu Albánie (remíza 1:1).